# What No Man Knows
What No Man Knows è un film muto del 1921 prodotto e diretto da Harry Garson. Sceneggiato da Sada Cowan su un suo soggetto, aveva come interpreti Clara Kimball Young, Lowell Sherman e la piccola Jeanne Carpenter.

## Trama
Norma Harvey, una cronista che dedica gran parte del suo tempo assistendo i bambini dei quartieri poveri, è innamorata di Craig Dunlap, un avvocato amico d'infanzia che, però, è sposato con un'altra donna. La moglie di Dunlop, una cleptomane, mette in imbarazzo il marito che, per salvarla, corrompe un testimone al processo che le è stato intentato. Ma la manovra dell'avvocato viene scoperta e lui viene radiato.
Mentre prosegue il suo lavoro nei bassifondi, Norma lo incontra in una bettola e si prende cura di lui, portandolo a casa insieme a Mazie, un'orfanella cieca. La moralità di Norma viene messa in dubbio da due vicini pettegoli che provocano con le loro chiacchiere l'intervento dei servizi sociali che le portano via la bambina.
Consigliato da Norma, Dunlap decide di dare una seconda chance alla moglie; ma, quando la sorprende con gli amici in una situazione piuttosto esplicita, esige da lei il divorzio. Dapprima, la donna rifiuta di concederglielo ma poi, messa alle strette perché potrebbe essere arrestata per il furto di una pelliccia, acconsente. Norma, intanto, dimostra la falsità delle accuse dei vicini: riguadagnata la sua onorabilità, può avere di nuovo Mazie in affidamento ed iniziare una vita felice con Dunlop.

## Produzione
Le riprese del film, prodotto dalla Harry Garson Productions, iniziarono al principio dell'estate 1921 e furono completate nell'agosto di quell'anno.

## Distribuzione
Il copyright del film, richiesto dalla  Equity Pictures Corp., fu registrato il 29 settembre 1921 con il numero LP17032..

Distribuito dalla Equity Pictures Corporation, il film uscì nelle sale cinematografiche degli Stati Uniti il 1º novembre 1921, dopo essere stato presentato in prima al Madison Theatre di Detroit il 29 ottobre 1921. L'attrice protagonista Clara Kimball Young fece tre apparizioni al Madison per sostenere il film.
Copia completa della pellicola in 35 mm viene conservata negli archivi della Library of Congress (o incompleta?).